# Die Frau in Weiß (1920)
Die Frau in Weiß ist ein zweiteiliges österreichisches Stummfilmmelodram aus dem Jahre 1920 von Max Neufeld mit Liane Haid in der Titelrolle. Der Geschichte liegt der gleichnamige Roman (1860) von Wilkie Collins zugrunde.

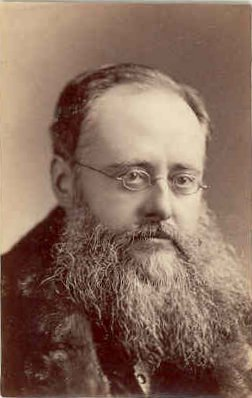
Schrieb die Romanvorlage: Wilkie Collins,
Foto: Napoleon Sarony, 1874

## Handlung
Collins viktorianische Schauermär wurde in die Gegenwart verlegt. Die beiden Cousinen Laura Fairlie und Marian Halcombe leben auf dem hochherrschaftlichen Landsitz von Limeridge House, dem Besitz des kauzigen Sir Frederic Fairlie. Der junge Lehrer Walter Hartright wird auf das Anwesen eingeladen, um die jungen Damen zu unterrichten. Auf der Fahrt dorthin begegnet er einer irrlichternden Frau in Weiß in wehendem Kleid. Erschreckt weicht sie zurück, als Walter ihr sagt, dass er auf dem Weg nach Limeridge sei und lässt sich von einem Auto fortbringen. In Limeridge House angekommen, muss Walter feststellen, dass die Frau in Weiß bis aufs Haar Laura Fairlie, die er unterrichten soll, gleicht. Bald finden Laura und Walter Gefallen aneinander, doch eine etwaige Verbindung hat keine Zukunft, denn der alte Fairlie besteht darauf, dass der Wille des verstorbenen Vaters Lauras eingehalten wird: sie sollen den Edelmann Sir Percival Glyde heiraten, einen hintertriebenen, schurkischen Charakter. Fortan erscheint die Frau in Weiß und beschwört Laura, nicht den ungeliebten Fremden zu ehelichen. Laura kann sich jedoch dem familiären Willen nicht entziehen und wird die Frau Percys. Walter will nicht länger auf dem schlossartigen Anwesen bleiben, da Laura für ihn für immer verloren scheint, und reist mit unbekanntem Ziel ab.
Kaum mit Laura verheiratet, lässt Percival Glyde seine Maske fallen und präsentiert seinen schlechten Charakter, in dem er seine Gattin dazu drängt, ihm ihr gesamtes Vermögen zu überlassen. Sie weigert sich zwar, doch löst Percy daraufhin den gesamten Haushalt auf und will Laura dazu zwingen, ihm als Gattin nach London zu folgen. Der alte Fairly bedrängt Laura, ein Dokument zu unterzeichnen, dass nach ihrem etwaigen Tode Percy zum Alleinerben acht. Wenig später wird dem tieftraurigen Walter, der Laura ebenso geliebt hat wie sie ihn, mitgeteilt, dass Laura verstorben sei. Am Familiengrab kommt es zu einer spukhaften Begegnung: Es ist Marian Halcombe in Begleitung der totgeglaubten Laura Fairlie! Jetzt erfährt Walter die gesamten Zusammenhänge. Laura hatte einst eine ihr aufs Haar gleichende Zwillingsschwester namens Ann Catherick, die in einem Sanatorium weggeschlossen wurde. Von dort gelang ihr die Flucht, und sie spukte als Frau in Weiß in der Gegend umher. Doch Ann starb, und dies war für Percy der Startschuss für eine hinterhältige Intrige: Er brachte Laura als „eingefangene“ Ann zurück in die Irrenanstalt, um sie auf diese Weise für immer loszuwerden und sich ihres Vermögens zu bemächtigen. Die tote Ann wurde für Laura ausgegeben. Doch Percys Plan ist dank der „Frau in Weiß“ gescheitert, und der verbrecherische Schurke versucht, in seinem Wahn das gesamte Anwesen abzufackeln. Dabei kommt Percy ums Leben. Nun ist Laura endlich frei für ihren geliebten Walter.

## Produktionsnotizen
Die Frau in Weiß entstand im Sommer 1920 und wurde am 27. September desselben Jahres im Rahmen einer Pressevorführung erstmals einem Publikum vorgestellt. Massenstart war am 28. Jänner 1921. 
Franz Meschkan entwarf die umfangreichen Filmbauten. 

## Kritik
In Wiener Bilder hieß es „Liane Haid … gestaltet „Die Frau in Weiß“ mit der ganzen Stärke ihrer persönlichen Note; auch Dora Kaiser … ist wie immer, voll auf der Höhe ihrer Aufgabe.“ Und: „Eine schauspielerisch markante Note bietet Max Neufeld als Lord Percival“.
Die Neue Kino-Rundschau befand: „Die geheimnisvollen Ereignisse in Limeridge House in Cumberland, in den Londoner Stadtvierteln und im Blackwater Park sind stark genug, die gespannteste Aufmerksamkeit während der fast zweistündigen Vorführung wach zu halten. (…) Max Neufeld hat das Buchwerk zu einem dramatisch eindrucksvollen Film gestaltet.“.
Paimann’s Filmlisten resümierte: „Stoff interessant. Photos, Spiel und Szenerie ausgezeichnet. (Ein Schlager ersten Ranges.)“